# Всеукраинская православная церковная рада

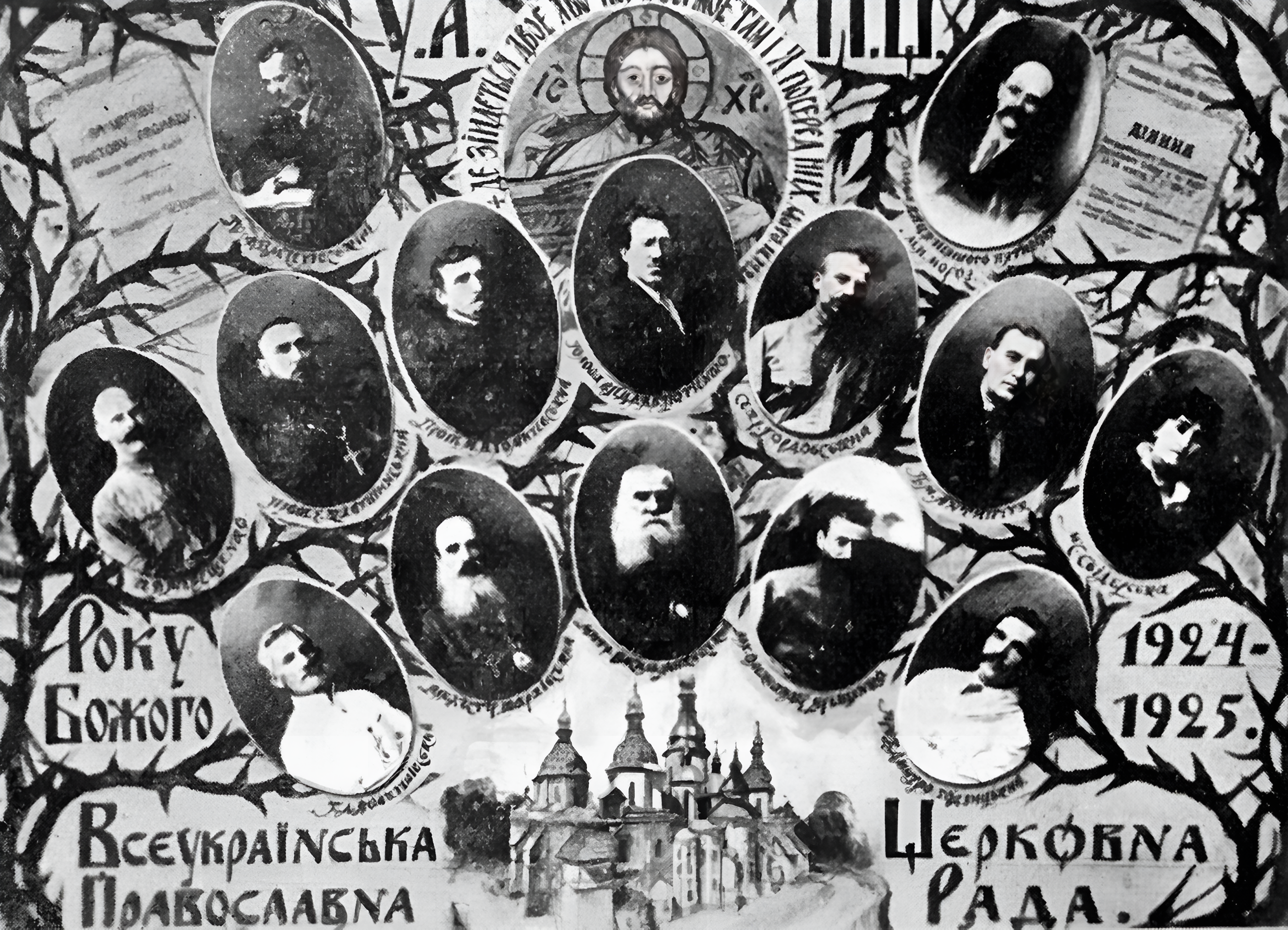
Всеукраинская православная церковная рада

Всеукраинская православная церковная рада (укр. Всеукраїнська православна церковна рада, ВУПЦР) — временный руководящий орган Украинской православной церкви. Создан в начале декабря 1917 года оргкомитетом по созыву Всеукраинского церковного собора. Рада действовала при Софийском соборе в Киеве. В состав Рады входили представители духовенства и верующих со всей Украины. Возглавляли ВУПЦР архиепископ Алексий (Дородницын) и протоиерей Василий Липковский. Усилиями ВУПЦР в Киеве 5 мая 1920 года православная церковь на Украине была провозглашена автокефальной и соборноправной, а в 1921 году был созван Всеукраинский православный церковный собор, на котором пресвитерским чином рукоположена иерархия УАПЦ. Уничтожена вместе с УАПЦ в 1930-х годах. Возродилась в Киеве во время Второй мировой войны. Впоследствии перенесла свою деятельность в эмиграцию.